# هوستال دوس رئیس کاتولیکوس
هوستال دوس رئیس کاتولیکوس (به زبان گالیسیایی)، همچنین به نام هوستال د لوس رئیس کاتولیکوس (به زبان اسپانیایی) یا پارادور د سانتیاگو د کومپوستلا شناخته می‌شود، یک هتل پنج ستاره پارادور است که در پرازا دو اوبرادویرو واقع در سانتیاگو د کومپوستلا، اسپانیا قرار دارد. این هتل به طور گسترده به عنوان یکی از قدیمی‌ترین هتل‌های عملیاتی جهان شناخته می‌شود و همچنین به عنوان «زیباترین هتل اروپا» نیز نام برده شده است.